# Temporada 1978-79 de los Philadelphia 76ers
La temporada 1978-79 fue la trigésima de los Philadelphia 76ers en la NBA, y la decimosexta en Filadelfia, Pensilvania, tras haber jugado hasta entonces en Syracuse bajo el nombre de Syracuse Nationals. La temporada regular acabó con 47 victorias y 35 derrotas, ocupando el tercer puesto de la conferencia Este, clasificándose para los playoffs, en los que cayeron en las semifinales de la Conferencia Este ante San Antonio Spurs.

## Elecciones en elDraft
| Ronda | Puesto | Jugador        | Posición | Nacionalidad   | Universidad      |
| ----- | ------ | -------------- | -------- | -------------- | ---------------- |
| 2     | 36     | Maurice Cheeks | PG       | Estados Unidos | West Texas State |
| 2     | 43     | Glenn Hagan    | G        | Estados Unidos | St. Bonaventure  |
| 4     | 87     | Brett Vroman   | C        | Estados Unidos | UNLV             |

## Temporada regular
| División Central     | División Central | División Central | División Central | División Central | División Central | División Central | División Central | División Central |
| Equipo               | G                | P                | %                | PD               | Casa             | Fuera            | Div              |                  |
| -------------------- | ---------------- | ---------------- | ---------------- | ---------------- | ---------------- | ---------------- | ---------------- | ---------------- |
| y-Washington Bullets | 54               | 28               | .659             | –                | 31–10            | 23–18            | 11–5             |                  |
| x-Philadelphia 76ers | 47               | 35               | .573             | 7                | 31–10            | 16–25            | 9–7              |                  |
| x-New Jersey Nets    | 37               | 45               | .451             | 17               | 25–16            | 12–29            | 7–9              |                  |
| New York Knicks      | 31               | 51               | .378             | 23               | 23–18            | 8–33             | 7–9              |                  |
| Boston Celtics       | 29               | 53               | .354             | 25               | 21–20            | 8–33             | 6–10             |                  |

## Playoffs

### Primera ronda
New Jersey Nets vs.  Philadelphia 76ers 
| Fecha       | Partido                                     | Ciudad       |
| ----------- | ------------------------------------------- | ------------ |
| 11 de abril | Philadelphia 76ers 122, New Jersey Nets 114 | Philadelphia |
| 13 de abril | New Jersey Nets 101, Philadelphia 76ers 111 | Piscataway   |
|             | Philadelphia 76ers gana las series 2-0      |              |

### Semifinales de Conferencia
Philadelphia 76ers vs.  San Antonio Spurs 
| Fecha       | Partido                                       | Ciudad       |
| ----------- | --------------------------------------------- | ------------ |
| 15 de abril | San Antonio Spurs 119, Philadelphia 76ers 106 | San Antonio  |
| 17 de abril | San Antonio Spurs 121, Philadelphia 76ers 120 | San Antonio  |
| 20 de abril | Philadelphia 76ers 123, San Antonio Spurs 115 | Philadelphia |
| 22 de abril | Philadelphia 76ers 112, San Antonio Spurs 115 | Philadelphia |
| 26 de abril | San Antonio Spurs 97, Philadelphia 76ers 120  | San Antonio  |
| 29 de abril | Philadelphia 76ers 92, San Antonio Spurs 90   | Philadelphia |
| 2 de mayo   | San Antonio Spurs 111, Philadelphia 76ers 108 | San Antonio  |
|             | San Antonio Spurs gana las series 4-3         |              |

## Estadísticas
| Rk | Jugador          | Edad | P  | PT | MP   | TC  | TCI  | %TC  | TL  | TLI | %TL  | RO  | RD  | RT  | AS  | RB  | TAP | BP  | FP  | PTS  |
| -- | ---------------- | ---- | -- | -- | ---- | --- | ---- | ---- | --- | --- | ---- | --- | --- | --- | --- | --- | --- | --- | --- | ---- |
| 1  | Julius Erving    | 28   | 78 | 76 | 35.9 | 9.2 | 18.7 | .491 | 4.8 | 6.4 | .745 | 2.5 | 4.7 | 7.2 | 4.6 | 1.7 | 1.3 | 4.0 | 2.7 | 23.1 |
| 2  | Doug Collins     | 27   | 47 | 44 | 33.9 | 7.6 | 15.3 | .499 | 4.3 | 5.3 | .814 | 0.8 | 1.9 | 2.6 | 4.1 | 1.1 | 0.4 | 2.8 | 3.0 | 19.5 |
| 3  | Henry Bibby      | 29   | 82 | 38 | 31.0 | 4.5 | 10.6 | .423 | 3.2 | 4.1 | .794 | 0.9 | 2.1 | 3.0 | 4.5 | 0.9 | 0.1 | 2.4 | 2.4 | 12.2 |
| 4  | Maurice Cheeks   | 22   | 82 | 82 | 29.4 | 3.6 | 7.0  | .510 | 1.2 | 1.7 | .721 | 0.8 | 2.3 | 3.1 | 5.3 | 2.1 | 0.1 | 2.4 | 2.4 | 8.4  |
| 5  | Bobby Jones      | 27   | 80 | 12 | 28.8 | 4.7 | 8.8  | .537 | 2.6 | 3.5 | .755 | 2.5 | 4.2 | 6.6 | 2.5 | 1.3 | 1.2 | 2.1 | 3.1 | 12.1 |
| 6  | Caldwell Jones   | 28   | 78 | 75 | 27.8 | 3.9 | 8.2  | .474 | 1.6 | 2.1 | .747 | 2.3 | 7.3 | 9.6 | 1.9 | 0.5 | 2.0 | 2.0 | 3.9 | 9.3  |
| 7  | Darryl Dawkins   | 22   | 78 |    | 26.1 | 5.5 | 10.7 | .517 | 2.0 | 3.0 | .672 | 1.6 | 6.5 | 8.1 | 1.6 | 0.4 | 1.8 | 2.5 | 3.8 | 13.1 |
| 8  | Eric Money       | 23   | 23 |    | 23.7 | 5.2 | 9.4  | .548 | 1.5 | 2.3 | .630 | 0.7 | 1.0 | 1.6 | 3.6 | 0.6 | 0.1 | 3.0 | 3.0 | 11.8 |
| 9  | Steve Mix        | 31   | 74 | 1  | 17.1 | 3.6 | 6.7  | .538 | 2.2 | 2.7 | .801 | 1.5 | 2.5 | 4.0 | 1.6 | 0.8 | 0.2 | 1.4 | 1.5 | 9.3  |
| 10 | Joe Bryant       | 24   | 70 |    | 15.2 | 2.9 | 6.8  | .429 | 1.8 | 2.4 | .724 | 1.4 | 2.3 | 3.7 | 1.5 | 0.7 | 0.1 | 1.6 | 2.4 | 7.6  |
| 11 | Al Skinner       | 26   | 22 |    | 14.0 | 1.6 | 4.0  | .404 | 1.2 | 1.5 | .844 | 0.7 | 1.3 | 2.0 | 1.8 | 0.8 | 0.0 | 1.5 | 2.8 | 4.5  |
| 12 | Ralph Simpson    | 29   | 37 |    | 12.2 | 2.4 | 5.3  | .444 | 0.8 | 1.1 | .700 | 0.4 | 0.5 | 0.9 | 1.6 | 0.7 | 0.0 | 1.3 | 0.7 | 5.5  |
| 13 | Harvey Catchings | 27   | 25 | 4  | 11.6 | 1.1 | 2.7  | .412 | 0.5 | 0.7 | .765 | 1.2 | 2.7 | 3.9 | 0.7 | 0.3 | 1.4 | 1.5 | 1.7 | 2.8  |
| 14 | Marlon Redmond   | 23   | 4  |    | 5.8  | 0.3 | 3.0  | .083 | 0.0 | 0.0 |      | 0.0 | 0.3 | 0.3 | 0.3 | 0.0 | 0.0 | 0.3 | 0.8 | 0.5  |

## Galardones y récords
| Jugador       | Galardón                           |
| Bobby Jones   | Mejor quinteto defensivo de la NBA |
| Julius Erving | All-Star                           |
| Doug Collins  | All-Star                           |